# To Err is Human
To Err is Human: Building a Safer Health System (tiếng Việt: Nhân vô thập toàn: Xây dựng một Hệ thống Y tế an toàn hơn) là một báo cáo được Viện Y Khoa Hoa Kỳ phát hành tháng 11 năm 1999. Báo cáo này đã nâng cao nhận thức về các sai sót y khoa ở Hoa Kỳ. Tác động của báo cáo vẫn tiếp tục cho đến ngày nay. Báo cáo này phân tích nhiều nghiên cứu khoa học tại nhiều tổ chức khác nhau và đi đến kết luận là hằng năm có từ 44,000 đến 98,000 người chết vì các sai sót y khoa vốn có thể ngăn chặn được. Có một so sánh là ít hơn 50,000 người chết vì bệnh Alzheimer và ít hơn 17,000 người chết vì sử dụng ma túy trái phép trong cùng năm.
Báo cáo đã kêu gọi một nỗ lực tổng thể đến từ các nhà cung cấp dịch vụ y tế, chính phủ, người sử dụng và các bên khác. Lập luận rằng các kiến thức để ngăn chặn các sai sót này đã có sẵn, báo cáo đặt mục tiêu giảm 50% số sai sót trong vòng 5 năm.

## Phản ứng
Báo cáo này đã có tác động rất lớn đến y tế.
Từ báo cáo này tổng thống Bill Clinton ký Đạo Luật Về Nghiên cứu Và Chất Lượng Trong Y tế năm 1999. Đạo luật này đổi tên Cục Chính Sách Và Nghiên cứu Y tế thành Cục Nghiên cứu Và Chất Lượng Y tế, qua đó thể hiện sự thay đổi trọng tâm trong quản lý y tế.

## Diễn tiến
To Err is Human được tiếp tục bằng một báo cáo khác của Viện Y Khoa Hoa Kỳ: Crossing the Quality Chasm (Tạm dịch: vượt qua vực sâu về chất lượng). Báo cáo này phân tích sâu nhiều điểm trong báo cáo trước. Cả hai báo cáo đều được trích dẫn thường xuyên.
Từ "To Err is Human" đã dấy lên chiến dịch 100,000 sinh mạng của Institute for Healthcare Improvement (Viện Cải Tiến Chất Lượng Y tế). Trong năm 2006 chiến dịch này thông báo rằng đã ngăn chặn được 124,000 ca tử vong trong vòng 18 tháng thông qua các kế hoạch cải thiện an toàn người bệnh tại hơn 3,000 bệnh viện.